# Beaucarnea pliabilis
Beaucarnea pliabilis ist eine Pflanzenart der Gattung Beaucarnea in der Familie der Spargelgewächse (Asparagaceae). Ein englischer Trivialname ist „Tzipil“.

## Beschreibung
Beaucarnea pliabilis wächst baumförmig bis 10 m Höhe mit unregelmäßigen, schlanken Verzweigungen. Sie bildet einen verdickten Caudex. Die herabfallenden linealischen, bläulichen bis grünen an den Blatträndern fein gezähnten Blätter sind 50 bis 80 cm lang und 4 bis 7 mm breit.
Der rispige Blütenstand wird 60 bis 80 cm hoch mit 30 bis 50 cm breiten, unregelmäßig angeordneten Verzweigungen. Die Blüten sind cremefarben.
Die elliptischen bis runden Kapselfrüchte enthalten einen Samen und sind 7 bis 9 mm lang und bis 12 mm breit. Die unregelmäßig dreikantigen, quer gerunzelten Samen sind 2 bis 3 mm lang und 5 mm im Durchmesser.

## Systematik und Verbreitung
Beaucarnea pliabilis ist in Mexiko, Guatemala und Belize in den Bundesstaaten Puebla und Oaxaca in Xerophyten-Regionen in Laubwäldern verbreitet.
Die Erstbeschreibung als Dasylirion pliabile erfolgte 1880 durch John Gilbert Baker. Joseph Nelson Rose stellte die Art 1906 in die Gattung Beaucarnea. Ein weiteres der zahlreichen Synonyme ist Nolina pliabilis (Baker) Lundell (1939).
Beaucarnea pliabilis ist ein Mitglied der Sektion Beaucarnea. Sie wächst in trockenen, tropischen Wäldern. Charakteristisch sind die unregelmäßig verzweigten, schlanken Bäume mit dem basal verdickten Caudex. Typisch sind die variablen, bläulichen bis grünen herabfallenden Blätter mit den fein gezahnten Blatträndern. Sie ist nahe verwandt mit Beaucarnea guatemalensis die jedoch kürzere Blätter und feiner aufgeraute Blattflächen besitzt. Beaucarnea pliabilis ist kaum bekannt.

## Nachweise